# Xeno Büsser
Xeno Büsser (* 30. April 1995 in Zürich) ist ein ehemaliger Schweizer Eishockeyspieler auf der Position des Verteidigers, der im Verlauf seiner aktiven Karriere vorwiegend für die GCK Lions aus der Swiss League gespielt hat.

## Leben und Karriere
Xeno Büsser wohnt in Wetzikon im Kanton Zürich und besucht das Kunst & Sportgymnasium Rämibühl. Als Sohn des Mannschaftsarztes der ZSC Lions kam er bereits früh mit dem Eishockeysport in Kontakt und begann bereits in sehr jungen Jahren mit dem Training.
Die gesamte Jugendausbildung bestritt Büsser in der Organisation der ZSC Lions und konnte mit sämtlichen Alterskategorien nationale und internationale Erfolge feiern. In der Saison 2011/12, nach einer überzeugenden Saison bei den Junioren Elite A, wurde Büsser für einige Spiele ins Farmteam der ZSC Lions, zu den GCK Lions in die  National League B geholt. In der folgenden Saison entwickelte sich Xeno Büsser zu einem Stammspieler bei den GCK Lions. In der Saison 2013/14 gab er für die ZSC Lions sein Debüt in der höchsten Spielklasse der Schweiz gegen Fribourg-Gottéron und verliess das Eis trotz der 2:4-Niederlage mit einer positiven Bilanz.
Nachdem sich Büsser zu einem verlässlichen Verteidiger mit viel Kreativität für die Offensive entwickelt hatte, wechselt er im Sommer 2015 zu den Kloten Flyers. Seine Karriere liess er bei den GCK Lions ausklingen.